# CrowdTangle
CrowdTangle était l'outil de veille publique de la plateforme Meta (anciennement Facebook), autrefois accessible sur demande auprès de Facebook, principalement destiné aux journalistes, chercheurs, et observateurs d'organisations à but non lucratif, destiné à assurer la transparence en ligne, permettant notamment à ces derniers d'étudier et de suivre les phénomènes d'engagement des internautes, mais aussi de viralité des contenus (fake-news et autres formes de désinformation, complotismes, contenus haineux, propagation d'allégations trompeuses (sur le réchauffement climatique, les vaccins et la Covid-19 notamment),,, d'identifier les tactiques en ligne utilisées par des médias d'État (russes en particulier), mais aussi mesurer l'efficacité des efforts de modération de Facebook contre les groupes et individus utilisant la plateforme pour diffuser ces contenus nocifs], sur Facebook et Instagram (ou par ailleurs sur Twitter ou, à partir de février 2017, Reddit). Les chercheurs ont apprécié cet outil, sans nécessiter de compétence de programmation informatique, il permettait de travailler avec un grand nombre de données, sur le court, moyen et long terme, avec une puissance statistique inégalée pour une communauté répartie dans le monde entier. L'outil permettait aux chercheurs d'accéder aux données de pages et groupes Facebook à condition qu'ils soient publics, bien qu'en les restreignant aux seuls contenus des posts (sans commentaires ni réponses, ce qui implique un angle mort pour la recherche).
CrowdTangle a été supprimé par la direction de Meta, durant les vacances scolaires de l'été 2024 (en août), malgré une campagne médiatique et d'alerte menée par Mozilla (qui considérait CrowdTangle comme un outil d'intégrité électorale), malgré les inquiétudes exprimées par la Commission européenne, des élus du Congrès des États-Unis et les appels de nombreux chercheurs et journalistes. En 2024, la Commission européenne estime que Meta ne respecte pas ses obligations « en matière de lutte contre la diffusion de publicités trompeuses, de campagnes de désinformation et de comportements non authentiques coordonnés dans l'Union. La prolifération de ces contenus peut représenter un risque pour le discours civique, les processus électoraux et les droits fondamentaux, ainsi que pour la protection des consommateurs ». En 2024, près de la moitié de la population mondiale habite dans un pays qui vivra une élection importante ; sans cet outil, la surveillance indépendante des effets de la désinformation sera impossible ou retardée déplore de nombreux experts.
Meta a annoncé remplacer CrowdTangle, par une nouvelle bibliothèque de contenus aux fonctionnalités similaires. Mais, alors que le poids des influenceurs n'est plus discutable, et à l'heure de l'avènement des Intelligences artificielles, qui rendent les algorithmes de plus en plus prégnants et puissants dans les réseaux sociaux et sur leurs plateforme, Mozilla, la Commission européenne et d'autres estiment que ce nouvel outil reste, en 2024, moins efficace que le précédent pour la démonstration de transparence et d'efficacité de la lutte contre la désinformation et contre le conspirationnisme en ligne (au sein de Facebook et d'Instagram notamment).

## Histoire
L'outil CrowdTangle est une application informatique, initialement créé en 2011, avec un financement de la Fondation Knight. Elle visait à aider à l'auto-organisation de l'activisme dans la communauté de Facebook, en en fusionnant automatiquement des pages, des événements et des groupes en un seul endroit. Il a par exemple été utilisé par le mouvement Occupy Wall Street. Il a rapidement acquis une vocation plus commerciale, en aidant les éditeurs Web à « suivre la façon dont le contenu se propage sur le Web (…). En montrant à ses abonnés une sorte de pouls en temps réel du Web, CrowdTangle a développé une influence démesurée mais surtout cachée, sur les histoires que vous voyez apparaître dans vos fils d’actualité tout au long de la journée » pour optimiser leur contenu (publicitaire éventuellement) sur la plateforme. L'un des outils du tableau de bord qui était proposé par cette version de CrowdTangle permettait de savoir quels messages était le mieux répercuté dans Facebook.
Il a été acheté par Facebook en 2016 (contre une somme non divulguée), alors que des chercheurs et les médias prenaient conscience de l'importance des réseaux sociaux dans la diffusion efficace de fausses informations rendues crédibles par la circulation de pairs à pairs et de propagande politique, au moment où advenait le scandale Facebook-Cambridge Analytica/AggregateIQ.
D'autres groupes, extérieurs à l'industrie du Web, ont beaucoup utilisé cet outil (il leur suffisait généralement d'être invité par un utilisateur déjà inscrit, ou de faire une demande d'accès qui devait être approuvée et d'avoir un compte Facebook pour s'y connecter) ; c'est le cas notamment des chercheurs en sciences humaines et sociales, des groupes de défense des droits de l'homme et bien d'autres, ont pris l'habitude d'utiliser l'outil pour mieux suivre le flux d'informations (ou de désinformation),, pour des buts, civiques, éthiques, politiques et de vérification de l'information. Pendant des années, les journalistes, notamment, ont utilisé les données de CrowdTangle pour régulièrement montrer ou confirmer que les algorithmes successifs de Facebook biaisent l'information en favorisant les contenus clivants et hyper-politiques. À partir de dizaines ou centaines de millions de publications, de likes, de partage, etc. Cet outil permettait en effet de faire à grande échelle (à échelle internationales, et assez facilement), à court, moyen et/ou long terme, des études statistiquement très solides car appuyées sur un grand nombre d'entités, une fois que les biais notamment liés aux faux comptes et aux robots étaient prises en compte, et en sachant que les contenus exportés pour être étudiés n'incluent que les contenus des posts, mais ni leurs commentaires, ni les réponses qu'ils ont éventuellement suscité, ce qui crée un angle mort pour la Recherche, notait Lucie Loubère (spécialiste de l'analyse lexicologique des données textuelles en ligne) en 2024. 
Cet outil a notamment permis d'étudier comment le racisme en ligne se diffusait, comment l'orientation politique d'une source d'information influait sur le devenir de cette information (ou désinformation le cas échéant) et comment les réseaux sociaux participent à amplifier la propagande et à la radicalisation.
Cet outil permettait aux chercheurs d'accéder à certaines données de pages et de groupes Facebook (s'ils étaient tagués comme publics par leurs créateurs) ; permettant d'accéder à leurs posts (publics) et après recherche, d'en exporter des contenus langagiers et d'autres données au format CSV (avec certaines limitations, impliquant par exemple de formuler des requêtes
par période de temps). L'outil offrait une énorme source d'information, utilisée pour suivre et mieux comprendre comment les internautes interagissent, consciemment et inconsciemment, avec les sources d'influence, d'information et de désinformation apportées par des internautes ou mises en avant par l'algorithme de la plateforme, au sein de grands réseaux sociaux que sont alors Facebook et Instagram. CrowdTangle a été particulièrement utilisé par des journalistes et des chercheurs pour identifier, étudier et faire connaitre la propagation de fausses informations, de rumeurs et de théories du complot, ou inversement comment les messages contre le populisme se diffusent, toujours grâce à cet accès transparent à un grand nombre de données déclarées « publiques » par ceux qui les ont postées.
C'est grâce à lui qu'on a par exemple montré ou confirmé en 2021 que lors des élections américaines de 2020, malgré les précautions demandées et annoncées à la suite du scandale Facebook-Cambridge Analytica, ayant notamment impliqué Steve Bannon, « les sources d’information de désinformation ont suscité un large engagement sur Facebook, représentant 68,1 % de tous les engagements avec les fournisseurs d’informations d’extrême droite, suivis de 37,7 % à l’extrême gauche. Les messages individuels des fournisseurs d’informations sur la désinformation reçevant un engagement médian systématiquement plus élevé que la non-désinformation dans tous les groupes partisans. Bien qu’elle soit plus répandue à l’extrême droite, la désinformation semble être un problème dans tout le spectre politique »,. Les utilisateurs de CrowdTangle ont pu, dans le monde entier, et en temps quasi-réel, voir émerger et se propager des discours de haine, mais aussi de nombreuses tentatives d'influence et d'ingérence électorale, parfois avec l'aide de données volées (sur facebook notamment, dans le cas de Cambridge Analytica, agrégées et manipulées par une intelligence artificielle (Ripon dans ce cas, basée au Canada chez AggregateIQ), qui a conduit à la première élection de Donald Trump, et à un vote favorable au Brexit (de l'aveu même de ses initiateurs).
CrowdTangle a permis d'identifier des menaces envers des candidats à des élections, le déni de crimes de guerre en Ukraine et des contenus haineux et terroriste de l'État islamique.
Néanmoins, au sein du Groupe Meta, CrowdTangle a suscité des débats internes houleux, notamment en lien avec les engagements faits par Meta en termes de transparence, dans le contexte de la probité des élections américaines de 2020, et après que des chercheurs aient montré que la désinformation circulait facilement au sein de Facebook (ex. : en 2009, Beletsky et ses collègues ont utilisé CrowdTangle pour évaluer l'étendue de la diffusion de désinformations identifiées à propos du risque d'overdose liées à une exposition occasionnelle au fentanyl).
Des indices et rumeurs circulaient sur l'arrêt de CrowdTangle depuis 2021, notamment entretenues par le fait que Meta a brusquement supprimé l'équipe qui entretenait l'outil et a cessé d'intégrer de nouveaux utilisateurs. À partir de 2022, Meta a commencé à déprioriser les actualités et le contenu politique, rendant l'outil CrowdTangle moins, entretenu, moins mis à jour, et donc moins utile et moins intéressant pour les éditeurs de presse, mais aussi pour les « vérificateurs de faits », et pour les chercheurs travaillant sur la désinformation, lesquels, comme, Gemma B. Mendoza (2022) qui se consacre à la lutte contre la désinformation dans les médias numériques, « en exploitant la recherche sur le big data, la vérification des faits et des ateliers communautaires », s'inquiètent publiquement d'une éventuelle disparition de l'outil, estimant que cela « irait à l’encontre des engagements de Facebook en vertu du nouveau Code de bonnes pratiques contre la désinformation, qui demande plus de transparence sur ce que les plateformes font contre la désinformation ». Selon Jordan Wildon, responsable principal de la recherche numérique à l'Institute for Strategic Dialogue (ISD), pour cela « il n’y a pas vraiment d’autres outil ».
Tout ou partie des dirigeants de Meta semblent avoir progressivement remis en question l'intérêt de cet outil pour l'entreprise. Meta a voulu prouver que la plateforme faisait preuve de transparence, mais ce faisant, elle a aussi parfois terni l'image de l'entreprise, et la confiance de nombreux internautes envers elle, en montrant que cette plateforme peinait, comme la plupart des autres réseaux sociaux, à interdire ou fortement limiter sur ses plateformes la désinformation, la propagande, l'astroturfing et les actions de manipulation psychologique (multipliées par un grand nombre de faux comptes et de robots, notamment). Une étude, en 2022, concluait que : « dans l’ensemble, la politique de Facebook semble donc être en mesure de contenir l’augmentation de la désinformation partagée par les « récidivistes » plutôt que de la réduire ». 
En janvier 2022, dans le New York Times, un ancien cadre de Facebook plaide pour l'ouverture des « boîtes noires » de Facebook et des autres réseaux sociaux, et quelques mois plus tard (après que, en 2021, le fondateur et PDG de CrowdTangle, Brandon Silverman ait quitté Facebook), John Albert, sur AlgorithmsWatch, estime que « Facebook est en train de discrètement démanteler CrowdTangle, un outil sur lequel les universitaires, les organisations de surveillance et les journalistes s’appuient pour dénoncer la désinformation et d’autres contenus problématiques sur la plateforme. Cette décision contredit les engagements de l’entreprise à donner aux chercheurs un meilleur accès aux données, ajoute-t-il. ». En 2022, selon J. Albert : « Facebook aurait cessé d’accepter de nouveaux candidats en janvier, invoquant des « contraintes de personnel » qui n’ont pas été résolues. Ceux qui peuvent encore accéder à l’outil signalent qu’il n’a pas été mis à jour depuis 16 mois, qu’il est souvent bogué et qu’il est parfois tombé en panne alors qu’une équipe d’ingénieurs dépouillée se bat pour le maintenir en vie ».
Le 14 mars 2024, la fondation Mozilla demande, dans une lettre ouverte, à Meta de conserver CrowdTangle au moins jusque janvier 2025, ou de le remplacer par quelque chose d'au moins équivalent.
CrowdTangle a néanmoins été supprimé le 14 août 2024, au cœur de la période estivale de 2024, en dépit des appels de chercheurs et journalistes, alors même que 2024 est une année particulière en termes de démocratie et de risque de manipulation des élections, car annoncée, depuis plusieurs mois, comme l'année qui verra le plus grand nombre d'élections en 12 mois... depuis le début de l'histoire de l'humanité. Selon Brandon Silverman (ancien PDG de CrowdTangle), l'outil de surveillance des médias sociaux avait été jusque là été une ressource vitale pour les chercheurs voulant traquer la désinformation ; la fermeture de l'outil par Meta ne pourrait pas arriver à un pire moment. « la suppression de l'accès à CrowdTangle limitera considérablement la surveillance indépendante des dommages " causés par la désinformation, déclare à l'AFP Melanie Smith, directrice de recherche de l'Institute for Strategic Dialogue. "Il s'agit d'une grave régression pour la transparence sur les réseaux sociaux." ».
Cette suppression a été maintenue en dépit d'un appel (sous forme de lettre ouverte) de Mozilla demandant aux dirigeants de Meta de reconsidérer leur décision, et de maintenir CrowdTangle, un outil essentiel à la transparence du Net et à la protection de l'intégrité des prochaines élections. Cet appel a été signé en 2024 par 180 organisations, chercheurs et journalistes, qui, à défaut du maintien de cet outil, ont demandé la mise en place d'un autre outil, au moins équivalent à CrowdTangle. Dans le monde, divers médias internationaux on relayé les inquiétudes des internautes et observateurs de la communauté Mozilla,.

## Procédure lancée par la commission européenne contre Meta
Le 25 avril 2023, Facebook et Instagram ont été inscrites parmi les très grandes plateformes en ligne (au sens de l'article 33, paragraphe 4, du règlement (UE) 2022/2065), en vertu du règlement sur les services numériques de l'Union européenne (qui vise à « rendre le monde en ligne plus sûr »), car comptant chacune plus de 45 millions d'utilisateurs actifs par mois dans l'Union européenne. À ce titre, ces deux plateformes en ligne doivent se conformer aux obligations qui les concernent dans le règlement sur les services numériques, dans les quatre mois après leur désignation, c'est-à-dire fin août 2023. En outre, le règlement sur les services numériques, qui vise notamment à « protéger les citoyens européens contre la désinformation ciblée et la manipulation par des pays tiers » s'applique à tous les intermédiaires en ligne dans l'Union eurpéenne à partir du 17 février 2024.
La Commission européenne a lancé une procédure contre Meta « au titre du règlement sur les services numériques », déplorant le choix fait par Meta de supprimer CrowdTangle, qui bloque l'accès aux données nécessaire à une surveillance indépendante et en temps quasi-réel de la désinformation politique, lors d'une période cruciale pour les élections.

« Les infractions présumées portent sur les politiques et les pratiques de Meta en matière de publicité trompeuse et de contenu politique sur ses services. Elles concernent également le fait qu'aucun outil efficace de suivi en temps réel du discours civique et des élections fourni par un tiers n'est disponible en amont des élections parlementaires européennes, alors que Meta est en train d'abandonner son outil de veille publique en temps réel, CrowdTangle, et n'a pas proposé de solution de remplacement adéquate.
En outre, la Commission soupçonne que le mécanisme de signalement des contenus illicites sur les services (procédure de notification et action) ainsi que les mécanismes de recours des utilisateurs et de traitement interne des réclamations ne sont pas conformes aux exigences du règlement sur les services numériques et qu'il existe des lacunes dans l'accès aux données publiques accordé aux chercheurs. L'ouverture de la procédure se fonde sur une analyse préliminaire du rapport d'évaluation des risques envoyé par Meta en septembre 2023, sur les réponses de Meta aux demandes d'informations officielles de la Commission (concernant les contenus illicites et la désinformation, l'accès aux données, la politique d'abonnement sans publicité et l'IA générative), sur des rapports accessibles au public et sur la propre analyse de la Commission.
(…)Meta est en train d'abandonner «CrowdTangle», un outil de veille publique qui permet aux chercheurs, aux journalistes et à la société civile de suivre en temps réel les élections, notamment au moyen de tableaux de bord visuels en direct, et ne prévoit pas de remplacement adéquat. Toutefois, comme le soulignent les récentes lignes directrices à l'intention des fournisseurs de très grandes plateformes en ligne sur les risques systémiques pour les processus électoraux, l'accès à ces outils devrait justement être renforcé en période électorale. La Commission soupçonne donc que, compte tenu de l'abandon et de la suppression de CrowdTangle prévue par Meta, la société n'a pas évalué avec diligence ni atténué de manière adéquate les risques liés aux effets de Facebook et d'Instagram sur le discours civique et sur les processus électoraux, ainsi que d'autres risques systémiques. Au vu de la portée des plateformes de Meta dans l'UE (qui représentent plus de 250 millions d'utilisateurs actifs par mois), et compte tenu des élections européennes qui se tiendront du 6 au 9 juin 2024 et d'une série d'autres scrutins qui auront lieu dans différents États membres, cet abandon risque de porter atteinte au discours civique et aux processus électoraux du point de vue des capacités de suivi de la mésinformation et de la désinformation, de la détection de l'ingérence et de la répression des électeurs, ainsi que de la transparence globale fournie en temps réel aux vérificateurs de faits, aux journalistes et aux autres acteurs du processus électoral »

.
La Commission a fait savoir qu'elle attendait de Meta qu'il « prenne rapidement toutes les mesures nécessaires pour assurer un contrôle public effectif et en temps réel de ses services en fournissant aux chercheurs, aux journalistes et aux responsables des élections un accès adéquat aux outils de suivi en temps réel des contenus hébergés sur ses services »

## Réaction des chercheurs et anciens utilisateurs de CrowdTangle
Dans un courrier à Mark Zuckerberg (mai 2024), les auteurs expliquent que 

« Sans CrowdTangle, la capacité des chercheurs à identifier et à alerter les autres sur la désinformation, les menaces imminentes envers les fonctionnaires ou les élections, ou les groupes terroristes organisés sur les plateformes sera considérablement réduite. »

## Réactions américaines
Pour des raisons similaires à celle de la Commission européenne, un groupe, bipartisans, de membres élus, législateurs, du Congrès américain ont également, en juillet 2024, alerté le PDG de Meta, Mark Zuckerberg sur les risques induits par cette décision, alors que se prépare l'élection présidentielle américaine. Meta a confirmé la réception de la lettre de la fondation Mozilla, mais n'a fait aucun commentaire.
Dans leur courrier, les élus se disent « profondément préoccupés par le fait que la bibliothèque de contenu Meta présente également des limitations importantes qui en font un remplacement inadéquat de CrowdTangle à l'heure actuelle ». Ils demandent à Meta d'au moins retarder de six mois la fermeture de CrowdTangle, arguant que l'entreprise a le devoir et la responsabilité d'être transparente sur le contenu partagé sur sa plateforme avant ces élections.
Selon, Casey Newton (rédacteur en chef d'un site analysant l'évolution de la technologie depuis plus de 10 ans, fondateur de la lettre d'information Platformer consacrée aux influences du Big Tech sur la démocratie), la décision de Meta « montre que Facebook continue de courtiser les éditeurs à une époque d’incertitude persistante sur la façon de créer des entreprises durables et rentables alors que la plupart des informations sont consommées sur des plateformes que les éditeurs ne possèdent pas ».

## Réactions de Meta
Alors qu'un peu partout dans le monde, des propositions de lois sont débattues ou appliquées pour mieux lutter contre la désinformation en ligne, mieux encadrer l'utilisation des données personnages, le ciblage, les plateformes et le développement des intelligence artificielle ; Meta argue que CrowdTangle est « difficile à maintenir » et qu'il n'offre pas une vue complète de ce qui devient viral sur les réseaux sociaux, car ne mesurant pas la portée d'un contenu particulier. Meta a annoncé de nouveaux outils pour la Recherche, qui ne sont ou seront accessibles qu'à certains chercheurs, avec l'accord de Meta ; les éditeurs de presse ou toute personne ayant des intérêts commerciaux ne seront pas autorisés à accéder à ces données.
Pour remplacer CrowdTangle, le groupe Meta a annoncé la mise en place de deux nouveaux outils, la Meta Content Library (modifiée en consultant des utilisateurs de CrowdTangle, mais — selon Mozilla et la Commission européenne — sans en faire une alternative satisfaisante à CrowdTangle (qui était gratuit et ouvert à tous) et la Content Library API. Selon Meta, ils donneront accès à des données de haute qualité aux chercheurs, tout en répondant aux nouvelles exigences règlementaires en matière de partage de données et de transparence, tout en respectant les normes strictes de confidentialité et de sécurité de Meta,.
Pour accéder à ces outils, les chercheurs devront dorénavant postuler via un consortium académique (l'Inter-university Consortium for Political and Social Research (ICPSR) de l'université du Michigan). Contrairement à CrowdTangle, qui était largement accessible aux chercheurs universitaires et aux journalistes, les nouveaux outils ne seront disponibles que pour les chercheurs affiliés à une institution académique ou à une organisation à but non lucratif qualifiée.

## Alternatives
Selon les experts du sujet, n'y a pas d'alternatives aussi efficaces et pratique que CrowdTangle, mais on peut citer :
- Google Fact Check Tools, créé dans le cadre de la Google News Initiative, pour aider à identifier et vérifier des informations en ligne. Google a également lancé plusieurs initiatives pour lutter contre la désinformation, notamment le lancement du programme de certification des vérificateurs de faits et la création de partenariats avec des organisations de vérification des faits du monde entier. Google propose 3 principaux outils :

1. Fact Check Explorer: Cet outil permet aux utilisateurs de rechercher des réclamations spécifiques et de voir si elles ont été vérifiées par des organisations de vérification des faits. Il fournit également des informations sur les sources de la réclamation et les organisations qui l'ont vérifiée.
2. About this Result: Cette fonctionnalité permet aux utilisateurs d'obtenir plus de contexte sur un résultat de recherche, notamment en fournissant des informations sur la source de l'article, le résumé de l'article et les commentaires des autres utilisateurs.
3. About this Image: Cet outil permet aux utilisateurs d'obtenir plus de contexte sur une image, notamment en fournissant des informations sur la source de l'image et des résultats de recherche connexes.
4. Fact Check API: Cette API permet aux développeurs de créer des applications qui peuvent utiliser les outils de vérification des faits de Google pour vérifier les informations.

- EDMO (European Digital Media Observatory), qui réunit et aide des vérificateurs de faits, des chercheurs universitaires, des professionnels des médias et des experts en éducation aux médias pour lutter contre la désinformation en ligne.
- InVID & WeVerify, des outils sont conçus pour aider les journalistes et les chercheurs à vérifier les contenus visuels et à détecter les fausses informations. InVID propose des fonctionnalités comme la recherche d'images inversée et l'analyse des métadonnées.
- First Draft, créé par Google en 2015, visant à lutter contre la propagation de fausses informations sur Internet, notamment via les réseaux sociaux ; fournit des ressources et des formations pour aider les journalistes et les chercheurs à identifier et à contrer la désinformation.
- Hoaxy : Un outil de l'Université de l'Indiana qui aider à visualiser la diffusion de fausses informations et à vérifier les faits en ligne.
- Botometer : analyse l'activité des comptes Twitter, pour déterminer s'ils sont gérés par des bots ou des humains.